# Marià Benlliure i Gil
Marià Benlliure i Gil (València, 8 de setembre de 1862 - Madrid, 9 de novembre de 1947) fou un escultor valencià. La gran capacitat artística d'aquest escultor i els nombrosos encàrrecs que ben aviat va tenir, van dur-lo a adoptar un virtuosisme tècnic i una temàtica agradable que li donà una gran popularitat. Allunyat de qualsevol renovació artística, va mantenir ben entrat el segle XX unes formes tradicionals que, no obstant això, li van proporcionar nombrosos premis oficials. Realitzà gran nombre dels monuments que es van erigir a Espanya i a Amèrica del Sud les darreres dècades del segle xix i a les primeries del xx. Era germà del pintor Josep Benlliure i Gil.

## Biografia
Mariano Benlliure va néixer al núm. 14 del carrer de l'Arbre (actualment, de Baix), al barri del Carme de València, dins d'una família, originària del Cabanyal, d'àmplia tradició artística. Seria, a més, un artista precoç, ja que des de molt petit va deixar mostra del seu do per a l'escultura. Els seus primers concursos i exposicions van tenir lloc abans de complir els deu anys. El que seria un dels més famosos escultors valencians del segle xx va començar a conrear en la seva joventut una matèria en la qual ocupa un lloc destacat: la tauromàquia, amb representacions en bronze de les diferents sorts i protagonistes del toreig.

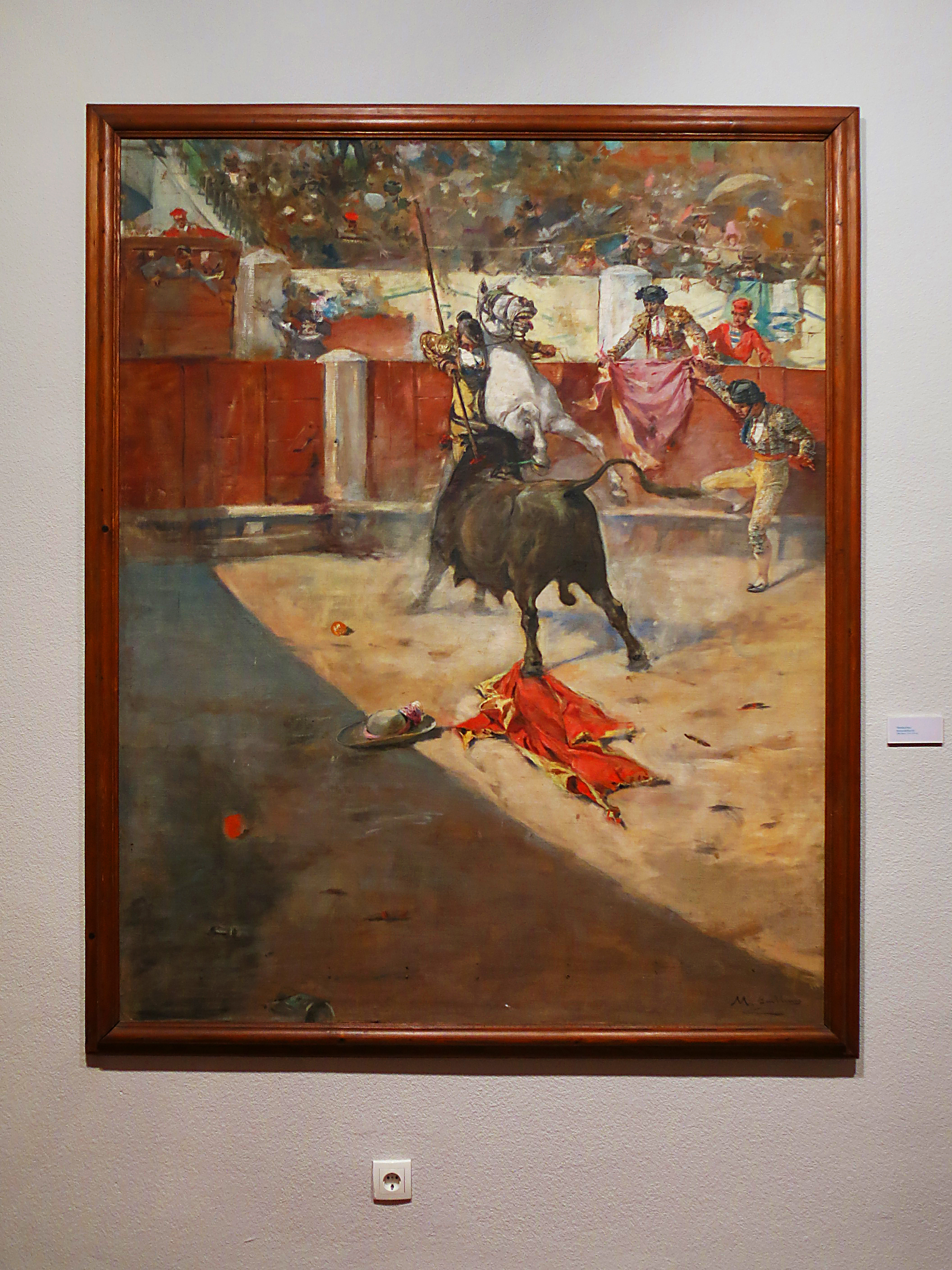
Picant el toro, pintura de Marià Benlliure exposada a la Casa Museu Benlliure de València

Als tretze anys, va participar en l'Exposició Nacional de Belles Arts de 1876 presentant un grup escultòric de cera, anomenat L'agafada d'un picador.
La seva dedicació principal, no obstant això, era llavors la pintura, que va continuar conreant a París al costat del seu mestre Domingo Marquès. El 1879, va anar a Roma per ajudar en el taller del seu germà Josep i on, fascinat per Miquel Àngel, va abandonar els pinzells per a dedicar-se exclusivament a l'escultura.
L'any 1887 es va establir definitivament a Madrid on, en l'Exposició Nacional d'aquest any, va obtenir primera medalla per l'estàtua del pintor Ribera. El seu nom aviat va adquirir fama. Els bustos i monuments públics que va realitzar són nombrosos; entre aquests últims, destaca el del general San Martín, a Lima. Caracteritza el seu estil un naturalisme detallista i minuciós, un impressionisme espontani, de modelatge nerviós, tan ràpid i vivaç que queda palès al fang la petjada manual de l'artista. En aquest sentit, va arribar a un nivell artístic prodigiós. Alfons XIII li va encarregar treballs per a la casa Reial. Obres importants seves són els monuments de Castelar, Gayarre, Maria Cristina de Borbó, Velázquez, Fortuny i Joselito. Ha deixat una producció vastíssima. El 1895, va obtenir la medalla d'honor per l'escultura del poeta Trueba, instal·lada a Bilbao, ciutat per a la qual també va fer l'estàtua del seu fundador, don Diego López V de Haro. Va conrear a més la imaginería religiosa. Posseïa il·lustres condecoracions estrangeres, com la de la Legió d'Honor, de França, i la medalla especial de l'emperador Francisco José.
L'any 1908, es casà amb la tiple alt Lucrècia Arana. Es morí a Madrid, però fou enterrat al cementiri del Cabanyal de València, vora els seus pares.

## Llista d'obres

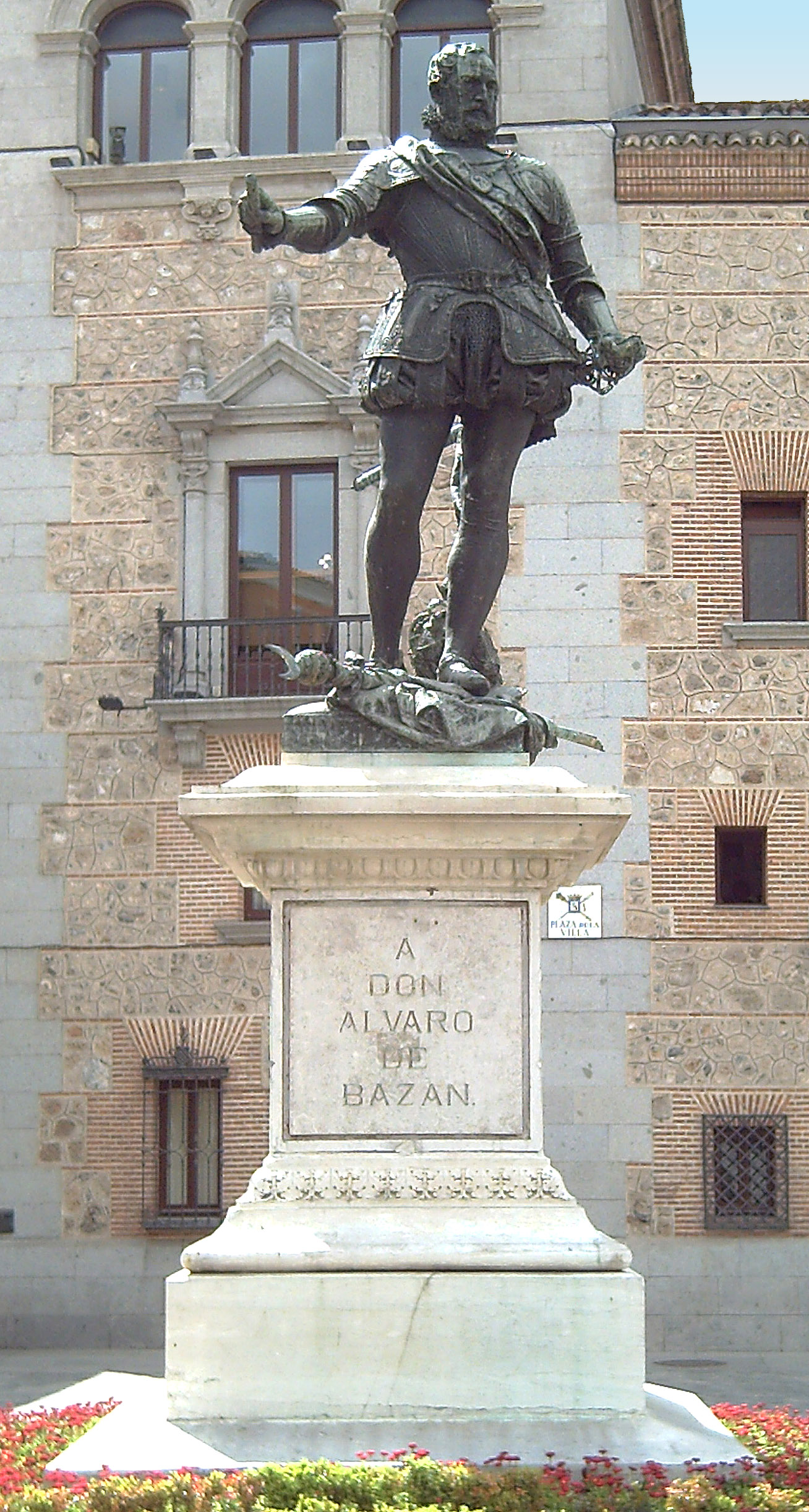
Monument a Álvaro Bazán

- Monument a Emilio Castelar (1908), a Madrid.
- Monument a Miguel Primo de Rivera (1929), a Jerez de la Frontera.
- Monument al marqués de Larios, a Màlaga.

Obres civils
- Monument al tinent Ruiz Mendoza, Madrid, 1891.
- Monument a Álvaro de Bazán, Madrid, 1891.
- Monument funerari a Joselito "El Gallo", al cementeri de San Fernando de Sevilla.
- Monument funerari -mausoleu- al tenor Julián Gayarre al Roncal (Navarra).
- Monuments a Sagasta i Canalejas al panteó de persones il·lustres de Madrid.
- Monument a Diego López V d'Haro. Situat en el seu dia enfront de l'Ajuntament de Bilbao. Avui es troba a la plaça Circular.
- Monument a Antonio Trueba als jardins d'Albia, Bilbao.
- Monument al pintor Josep de Ribera a la plaça del poeta Llorente, València.
- Retrats de la família de Joaquim Sorolla i Bastida, avui a la casa Sorolla, a Madrid.
- Monument a Goya (1902), front a l'entrada del Museo del Prado, a Madrid.
- Monument al general Martínez Campos al Buen Retiro, Madrid; inaugurat el 1907.
- Monument a Emilio Castelar, inaugurat a Madrid el 1908.
- Estàtues al·legòriques a l'edifici Metrópolis de Madrid, que es va inaugurar el 1911.
- Monument al cap Noval, Madrid (plaça d'Orient), 1912.
- Monument al llibertador sud-americà José de San Martín a la plaça San Martín de Lima (1921).
- Estàtua eqüestre d'Alfons XII, 1922.
- Monument a Miguel Moya, Madrid, 1928.
- Monument a Miguel Primo de Rivera, Jerez de la Frontera, 1929.
- Monument al duc de Rivas. Còrdova, 1929.
- Monument als Caçadors d'Alcàntara. Valladolid, 1931.
- Monument a Viriat. Viseu (Portugal), 1939.
- Monument a Isabel la Catòlica (1892), a la plaça d'Isabel la Católica (Granada).
- Monument al seu amic, l'escultor Aniceto Marinas, 1943, als jardins de San Roque (Segòvia).
- Monument al marqués de Larios 1899, a la plaça de la Marina de Màlaga.
- Estàtua en honor d'Aniceto Coloma, 1922, a Almansa.

Obres religioses
Cartagena
- Santíssim Crist de la Fe, 1941. Església del Carme (Cartagena).
- Nostre Pare Jesús del Prendiment, 1942.
- Santíssima Mare de Déu del Primer Dolor, 1946.
- Sant Joan Evangelista, 1946.
- Grup del Bes de Judas, 1946.
- Santíssim Crist de la Flagelació, 1947.
- Jesús del grup de l'Entrada a Jerusalén, 1947.

Crevillent
- Nostre Pare Jesús Natzaré, 1944.
- Maria Magdalena, 1945.
- Mare de Dé dels Dolors "La Dolorosa", 1946. Cofraria Virgen de los Dolores. La imatge està exposada al culte de l'església de la Nostra Senyora de Betllem de Crevillent.
- Santíssim Crist de Difunts i Ànimes, 1946.
- Les Tres Maríes i Sant Joan, 1946. Un dels més bells grups escultòrics processionals.
- Santíssim Crist Jacent, 1946.
- Entrada de Jesús a Jerusalén, 1947. Última obra realitzada per l'artista valencià.
- Sant Joan de la Tercera Paraula de la Creu, 1947. Adquirida per la família d'En Vicente Martínez Mas i la seua dona Na Encarnación Carreres als hereus i col·laboradors de l'artista, confirmant l'autoria de Benlliure.
- Nostra Senyora del Rosari, 1945 (patrona de Crevillent).

Província de Conca
- Al·legoria de la Fe i de l'Esperança, catedral de Conca.

Hellín (província d'Albacete).
- Crist Jacent (1942)

Província de Madrid
- El Diví Captiu, 1944.
- Mare de Déu de Gràcia de Sant Llorenç de l'Escorial.

Màlaga
- Natzaré del Pas, 1935.
- Crist de l'Expiració, 1940.

Ontinyent
- Mare de Déu en la seua Soledat, 1943.
- Crist jacent, 1943.

Província de Salamanca
- Mare de Déu de la Soledat, 1941-1943.
- Estàtua orant del XVII marqués de Cerralbo i Frontal d'altar, a la capella de Cerralbo de Ciudad Rodrigo.

Úbeda
- Nostre Pare Jesús de la Caiguda, 1942.
- Un bouet i tres tondos de polítics de la seua època. Col·lecció del palau Vela de los Cobos, Úbeda (Jaén).

Villanueva del Arzobispo (província de Jaén)
- Santíssim Crist de la Veracruz, 1942.

Villanueva de la Serena (província de Badajoz)
- Nostra Senyora la Mare de Déu dels Dolors 1943.

Zamora
- El Descendit, 1879.
- La Redempció, 1931.

Xàtiva
- Mare de Déu de la Seu, 1943.